# ويليام ستيوارت (سياسي أمريكي)
ويليام ستيوارت (بالإنجليزية: William Stewart)‏ هو محامي وسياسي أمريكي، ولد في 10 سبتمبر 1810 في الولايات المتحدة، وتوفي بنفس المكان في 17 أكتوبر 1876. حزبياً، نشط في الحزب الجمهوري. وقد انتخب عضو مجلس النواب الأمريكي.